# Bothriochloa macra
Bothriochloa macra là một loài thực vật có hoa trong họ Hòa thảo. Loài này được (Steud.) S.T.Blake mô tả khoa học đầu tiên năm 1969.